# Buk-gu, Gwangju
Quận Bắc (Buk-gu) là một quận nằm ở phần phía bắc của thành phố Gwangju, Hàn Quốc. Nó tương tự như một phường ở Mỹ. Quận này là quận đông nhất Gwangju.